# Venus och Romas tempel
Venus och Romas tempel (latin: Templum Veneris et Romae) är ett antikt tempel beläget på Forum Romanum i Rom. Det uppges ha varit det största templet i Rom. 

## Historik
Templet uppfördes 121–135 e.Kr. av kejsar Hadrianus. Det stod ovanpå ett högt podium, och en del av de stora granitkolonner som omgav templet är uppställda igen. Den dubbla cellan består av två välvda rum avslutade med absider.
Templet tillägnades gudinnorna Venus Felix (lyckobringaren) och Roma Aeterna (eviga Rom). Byggnaden var 53 m bred 110 m lång. Templet bestod av två huvudkammare (latin cellae). Kammaren orienterad åt väster mot Forum Romanum hade en staty tillägnad kärleksgudinnan Venus. I den östra kammaren blickade Roms egen gudinna Roma ut över Colosseum.
Hadrianus mest skickliga arkitekt Apollodorus kritiserade projektet skarpt. Han menade att kejsar Hadrianus hade proportionerat statyernas storlek helt fel i förhållande till rummen. Kritiken föll inte i god jord; han blev avrättad kort efteråt.
Templet skadades svårt vid en brand år 307 och blev därefter restaurerat och ombyggt av kejsar Maxentius. Templet torde ha stängts senast under förföljelserna mot hedningarna på 300-talet. En omfattande jordbävning på 800-talet förstörde templet. Påven Leo IV beordrade byggandet av kyrkan Santa Maria Nova på tempelruinen. År 1612 fick kyrkan istället namnet Santa Francesca Romana.

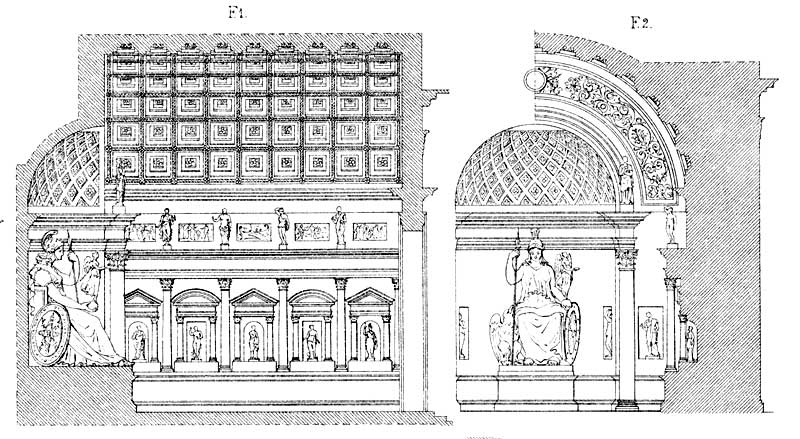
Temple-of-Venus-and-Roma